# 일한 오마
일한 압둘라히 오마(아랍어: إلهان عبد الله عمر, 영어: Ilhan Abdullahi Omar, 1982년 10월 4일 ~ )는 미국의 정치인으로, 민주당 소속이다. 2019년부터 연방 하원의원으로 재직 중이다. 미국 하원에 입성한 첫 번째 소말리아계 미국인이자 아프리카 대륙 출신 귀화자이다. 동시에 미네소타주에서 선출된 첫 번째 비백인 여성이며, 미시간주에서 선출된 러시다 털리브와 함께 하원 의원이 된 최초의 무슬림 여성 중 한 명이다.
알렉산드리아 오카시오코르테스, 러시다 털리브, 아이아나 프레슬리와 함께 비공식 4인 미국 하원 의원 모임을 구성하고 있으며, 이들 모임은 '스쿼드'라 불린다. 이들은 모두 진보 성향의 초선 유색인종 여성 의원이라는 공통점이 있다.

## 어린 시절
어린 시절 소말리아 내전을 피해 케냐 난민캠프에서 4년을 보냈고, 12세였던 1995년 부모를 따라 미국으로 이주했다. 2016년부터 미네소타주의회 의원으로 활동하기 전까지 미네소타주 시민단체에서 영양지도사로 봉사했다.

## 미국 연방의회 하원의원
라시다 탈리브와 함께 무슬림 여성 미국연방 하원의원이 된 최초의 두 명 중 한 명이다. 이전까지 무슬림 연방의회 의원은 일한 오마의 연방하원의회 전임자(미네소타주)이기도 한 2006년 당선된 키스 엘리슨 연방 하원의원(미네소타주)과 2008년 당선된 안드레이 카슨 연방 하원의원 (인디애나주) 2명으로 모두 남성이었다.

## 정치적 성향
- 이스라엘 외교 : 이스라엘의 대팔레스타인 정책에 대해 비판적이다. 2019년 8월 이스라엘 정부 관리에 따르면, 이스라엘 정부는 일한 오마, 라시다 탈리브 두 미국 하원 의원의 입국을 현행 규정에 따라 허가하지 않을 가능성이 있다. 이에 대해 백악관은 이스라엘 정부가 원하는 조치를 할 수 있다는 입장을 표했다.[6]

## 역대 선거 결과
| 선거명      | 직책명                          | 대수  | 정당                    | 득표율 | 득표수    | 결과 | 당락                     |
| ----------- | ------------------------------- | ----- | ----------------------- | ------ | --------- | ---- | ------------------------ |
| 2016년 선거 | 하원의원 (미네소타 제60B선거구) | 90대  | 미네소타 민주농민노동당 | 79.77% | 15,860표  | 1위  | 미네소테 주의원 당선     |
| 2018년 선거 | 하원의원 (미네소타 제5선거구)   | 116대 | 민주당                  | 77.97% | 267,703표 | 1위  | 미네소테주 하원의원 당선 |
| 2020년 선거 | 하원의원 (미네소타 제5선거구)   | 117대 | 민주당                  | 64.59% | 251,820표 | 1위  | 미네소테주 하원의원 당선 |
| 2022년 선거 | 하원의원 (미네소타 제5선거구)   | 118대 | 민주당                  | 74.33% | 214,224표 | 1위  | 미네소테주 하원의원 당선 |
| 2024년 선거 | 하원의원 (미네소타 제5선거구)   | 119대 | 민주당                  | 74.37% | 261,066표 | 1위  | 미네소테주 하원의원 당선 |

## 참고 자료
- (영어) 일한 오마  - 공식 웹사이트
- (영어) 일한 오마 - 인스타그램
- (영어) 일한 오마 - X
- (영어) 일한 오마 - 페이스북